# بلين قره خان
بلين قره خان (بالتركية: Pelin Karahan) ممثلة تركية.

## بداية مسيرتها المهنية
كانت في بداية مسيرتها مغنيةَ بوب بتركيا نظرا للصوت الجميل الذي تتمتع به توجهت بعد ذلك لإسطنبول للمشاركة في عدة من الإعلانات التجارية منها كوكاكولا وكيت كات وبانتين من ثم رشحت لجائزة إسماعيل جيم التي هي من أكبر الجوائز التي يتم الترشيح عليها من قبل النقاد.

## مسلسلاتها
مسلسل «سنوات الصفصاف» هو أول مسلسل تركي شاركت فيه الذي يتحدث عن اصدقاء طفولة وهم اسيل انس وصافي تدخل بينهم ميرا من ألمانيا في المرحلة الثانوية تتوسع صداقتهم وتواجههم العديد من المشاكل الكبيرة والخطيرة، ظهرت فيه التركية بلين قره خان واخذت البطولة بدور (اسيل زيبك) ونالت استحسانا واسعا وجمهوراً كبيراً ً نظراً لادائها المبدع والمميز.قيل انها على علاقة باحد ابطال المسلسل وهو إبراهيم كندرجي (انس)؛ بعد ذلك ظهرت بلين في اضخم مسلسل تركي وهو حريم السلطان الذي يتكلم عن حياة السلطان سليمان القانوني عن حروبه وعن حياته الشخصية أيضا عن الصراعات في الحرملك بين زوجاته التي تريد كل واحدة منهم ان يسيطر ابنهاعلى عرش السلطنة، جسدت فيه بلين دور السلطانة مريم ونالت منه شهرتها الواسعة والكبيرة في تركيا والعالم العربي نظرا لادائها الرائع والمتميز.
وكذلك مسلسلها الجديد الذي يعرض الآن «يكفي» أو "yeter" وهي بشخصية ايلين وبجانبها عدة ممثلين جدد.

## برامجها
قدمت بلين برنامجاً عن الحيوانات الاليفة نظراً لتعلقها الكبير والشديد بالحيوانات التي تجعلها قوية وتشعرها بالامان

## الحياة العاطفية
تزوجت بلين قره خان من مدرب رياضي في برشلونة ولكنها انفصلت عنه بسبب العديد من المشاكل من ضمنها الغيرة منها وفي 24 جوان تزوجت مرة ثانية برجل أعمال تركي يدعي بدري غونتاي وتم الزفاف في قصر السلطانة عديلة ونور فتاح اوغلو الشهيرة بناهددوران في مسلسل حريم السلطان كانت شاهدة على عقد قرانهما نظرا للصداقة التي تتمتع بها نور وبلين، وقد انجبت طفلها الأول علي دمير من بدري جونتاي.

## ابرز ادوارها
من أبرز أدوارها دورها في مسلسل “حريم السلطان” حيث تقوم بدور السلطانة مريم ابنة السلطانة هيام
| تاريخ الإنتاج | اسم المسلسل                  | الدور                         |
| ------------- | ---------------------------- | ----------------------------- |
| 2007          | سنوات الصفصاف kavak yelleri  | اصلى زيبك asli zeybek         |
| 2012          | حريم السلطان muhtesem yuzyil | السلطانة مريم mihrimah sultan |

| 2016 || يكفي yeter || ايلين هارمنلي Aylin Harmanli

## روابط خارجية
- بلين قره خان على موقع IMDb (الإنجليزية)
- بلين قره خان على موقع قاعدة بيانات الفيلم (الإنجليزية)